# Yongde

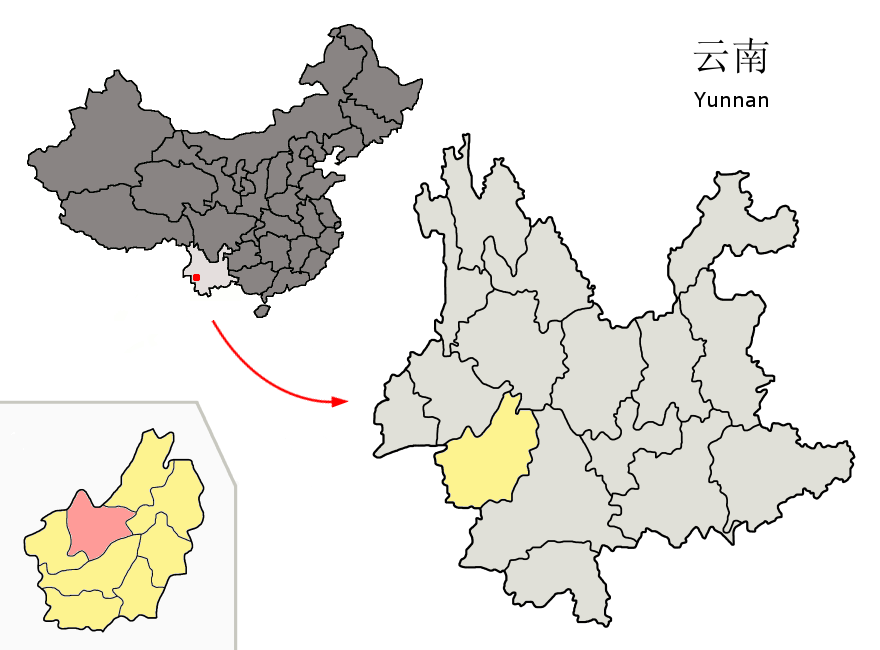
Lage des Kreises Yongde (rosa) in Lincang (gelb)

Der Kreis Yongde (永德县,  Yǒngdé Xiàn) ist ein Kreis in der chinesischen Provinz Yunnan. Er gehört zum Verwaltungsgebiet der bezirksfreien Stadt Lincang. Yongde hat eine Fläche von 3.220 Quadratkilometern und zählt 328.864 Einwohner (Stand: Zensus 2020). Sein Hauptort ist die Großgemeinde Dedang (德党镇).

## Administrative Gliederung
Auf Gemeindeebene setzt sich der Kreis aus drei Großgemeinden und sieben Gemeinden (davon zwei Nationalitätengemeinden) zusammen. Diese sind (chin.):
- Großgemeinde Dedang 德党镇
- Großgemeinde Xiaomengtong 小勐统镇
- Großgemeinde Yongkang 永康镇

- Gemeinde Mengban 勐板乡
- Gemeinde Yalian 亚练乡
- Gemeinde Wumulong der Yi 乌木龙彝族乡
- Gemeinde Daxueshan der Yi, Lahu und Dai 大雪山彝族拉祜族傣族乡
- Gemeinde Banka 班卡乡
- Gemeinde Chonggang 崇岗乡
- Gemeinde Dashan 大山乡